# Celebrity Skin
Celebrity Skin es el tercer álbum de estudio de la banda estadounidense Hole, lanzado mundialmente el 8 de septiembre de 1998 por Geffen Records y un día después en los Estados Unidos por DGC Records. Hole quiso diferir significativamente el álbum  de su anterior sonido noise e influenciado por el  grunge de Pretty on the Inside (1991) y Live Through This (1994). Con el fin de producir un  pop rock más limpio, pulido y comercial, la banda contrató al productor Michael Beinhorn para la realización del disco durante un período de nueve meses que incluyó grabaciones en California, Nueva York y el Reino Unido.
El álbum fue el primer lanzamiento de estudio de la banda con Melissa Auf der Maur como bajista tras la muerte de Kristen Pfaff en junio de 1994. A diferencia de los discos anteriores, las canciones fueron compuestas por varios músicos en vez de únicamente por la líder Courtney Love y el guitarrista Eric Erlandson. El líder de The Smashing Pumpkins, Billy Corgan contribuyó en gran medida en el proceso de composición y también Jordon Zadorozny compañero de banda anterior de Auf der Maur.
Aunque acreditada, la baterista Patty Schemel realmente no tocó la batería en este álbum y fue reemplazada por el baterista Deen Castronovo por sugerencia del productor Beinhorn. Este asunto creó una brecha entre Schemel y la banda, resultando en su abandono de la gira y rompiendo con el grupo.
Fue el último álbum de la banda original antes de su disolución en 2002 y comercialmente el más exitoso de Hole. Hasta la fecha, se han vendido más de 1 400 000 copias solamente en Estados Unidos y ha sido certificado como disco de platino en Australia, Canadá y Estados Unidos. Hole obtuvo un sencillo número uno en la lista Modern Rock Tracks con la canción que da nombre al álbum «Celebrity Skin». La crítica al álbum fue en gran parte positiva y apareció en varias de las listas de publicaciones de fin de año en 1998.

## Lista de canciones
| N.º | Título                    | Escritor(es)                                                      | Duración |  |
| 1.  | «Celebrity Skin»          | Courtney Love, Eric Erlandson, Billy Corgan                       | 2:42     |  |
| 2.  | «Awful»                   | Melissa Auf der Maur, Patty Schemel, Erlandson, Love              | 3:16     |  |
| 3.  | «Hit So Hard»             | Love, Erlandson, Corgan                                           | 4:00     |  |
| 4.  | «Malibu»                  | Love, Erlandson, Corgan                                           | 3:50     |  |
| 5.  | «Reasons to Be Beautiful» | Love, Erlandson, Auf der Maur, Charlotte Caffey, Jordon Zadorozny | 5:19     |  |
| 6.  | «Dying»                   | Love, Erlandson, Corgan                                           | 3:44     |  |
| 7.  | «Use Once & Destroy»      | Auf der Maur, Schemel, Erlandson, Love                            | 5:04     |  |
| 8.  | «Northern Star»           | Love, Erlandson                                                   | 4:58     |  |
| 9.  | «Boys on the Radio»       | Love, Erlandson, Auf der Maur                                     | 5:09     |  |
| 10. | «Heaven Tonight»          | Love, Erlandson                                                   | 3:31     |  |
| 11. | «Playing Your Song»       | Love, Erlandson, Auf der Maur                                     | 3:21     |  |
| 12. | «Petals»                  | Love, Erlandson, Corgan                                           | 5:29     |  |

Versión japonesa= bonus track
| N.º | Título              | Escritor(es)                  | Duración |  |
| 1.  | «Best Sunday Dress» | Love, Erlandson, Kat Bjelland | 4:25     |  |

## Créditos
- Eric Erlandson – guitarra líder
- Courtney Love – voz, guitarra rítmica
- Melissa Auf der Maur – bajo, coros
- Deen Castronovo – batería (no acreditado)